# Лі Сі Йон
Лі Сі Йон (кор. 이시영, 李施昤, уроджена Лі Ин Ре, кор. 이은래, нар. 17 квітня 1982) — південнокорейська акторка та колишня боксерка-аматорка.

## Раннє життя
Лі Ин Ре народилася в окрузі Чхонвон, провінція Північний Чхунчхон, її сім'я переїхала до Сеула, коли їй було 9 років. Лі вивчала дизайн одягу в жіночому університеті Донгдук, а згодом змінила ім'я на Лі Сі Йон.

## Особисте життя
У липні 2017 року вона оголосила через свої соціальні мережі, що вийде заміж у вересні й що перебуває на 14-му тижні вагітності. Вона народила первістка пари, хлопчика, 7 січня 2018 року.

### Суперечки
1 липня 2015 року Лі та її тодішнє агентство J,Wide-Company подали позов про кібернаклеп проти репортера, який нібито поширював чутки в Інтернеті про те, що Лі знялася в секс-відео, яке агентство використовувало для шантажу, що призвело до спроби самогубства; Лі та J,Wide-Company заперечили ці чутки, і пізніше Центральна прокуратура Сеула видала ордер на арешт репортера.